# Mariä Himmelfahrt (Asten)

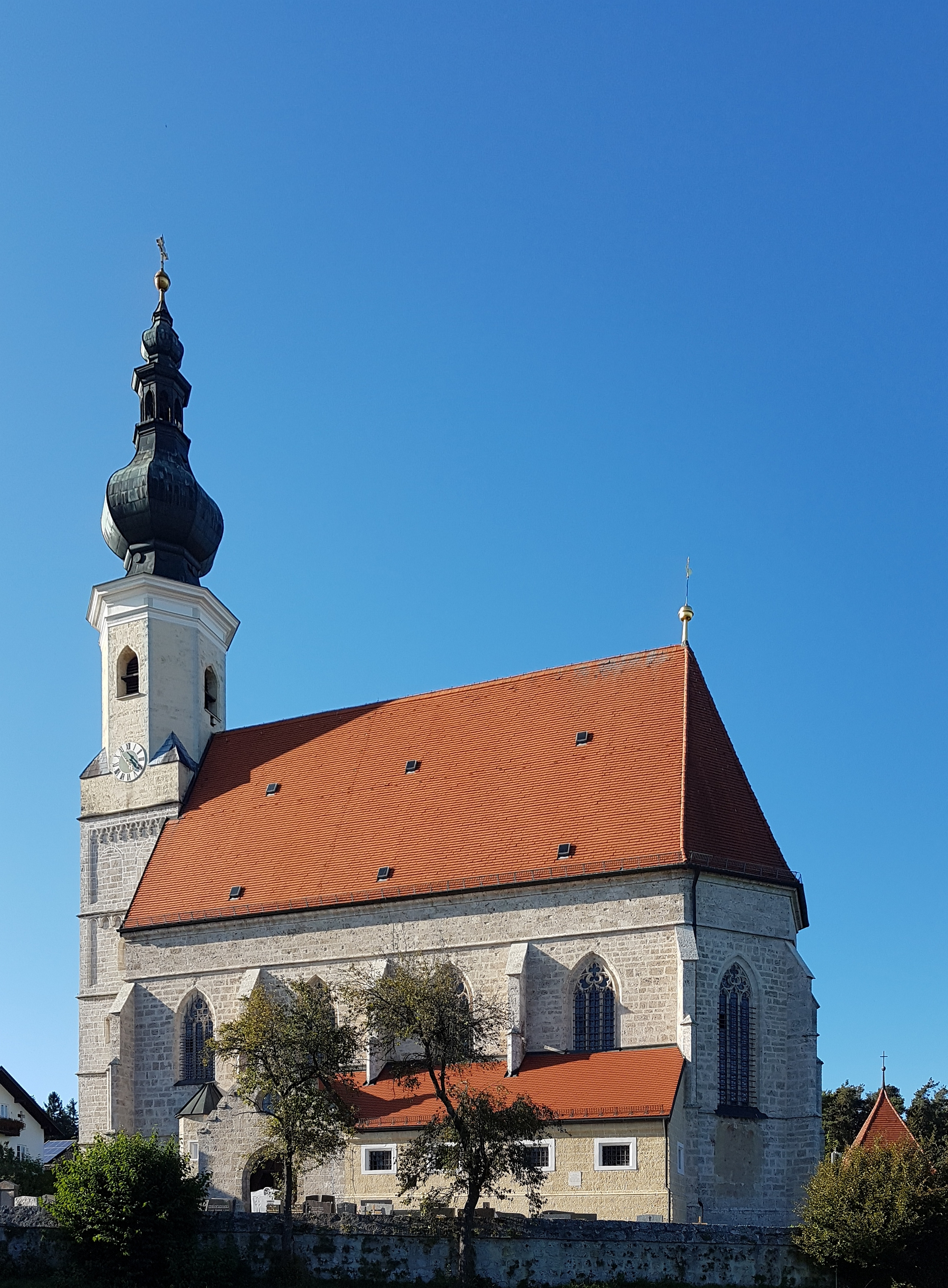
Katholische Pfarrkirche Mariä Himmelfahrt in Asten

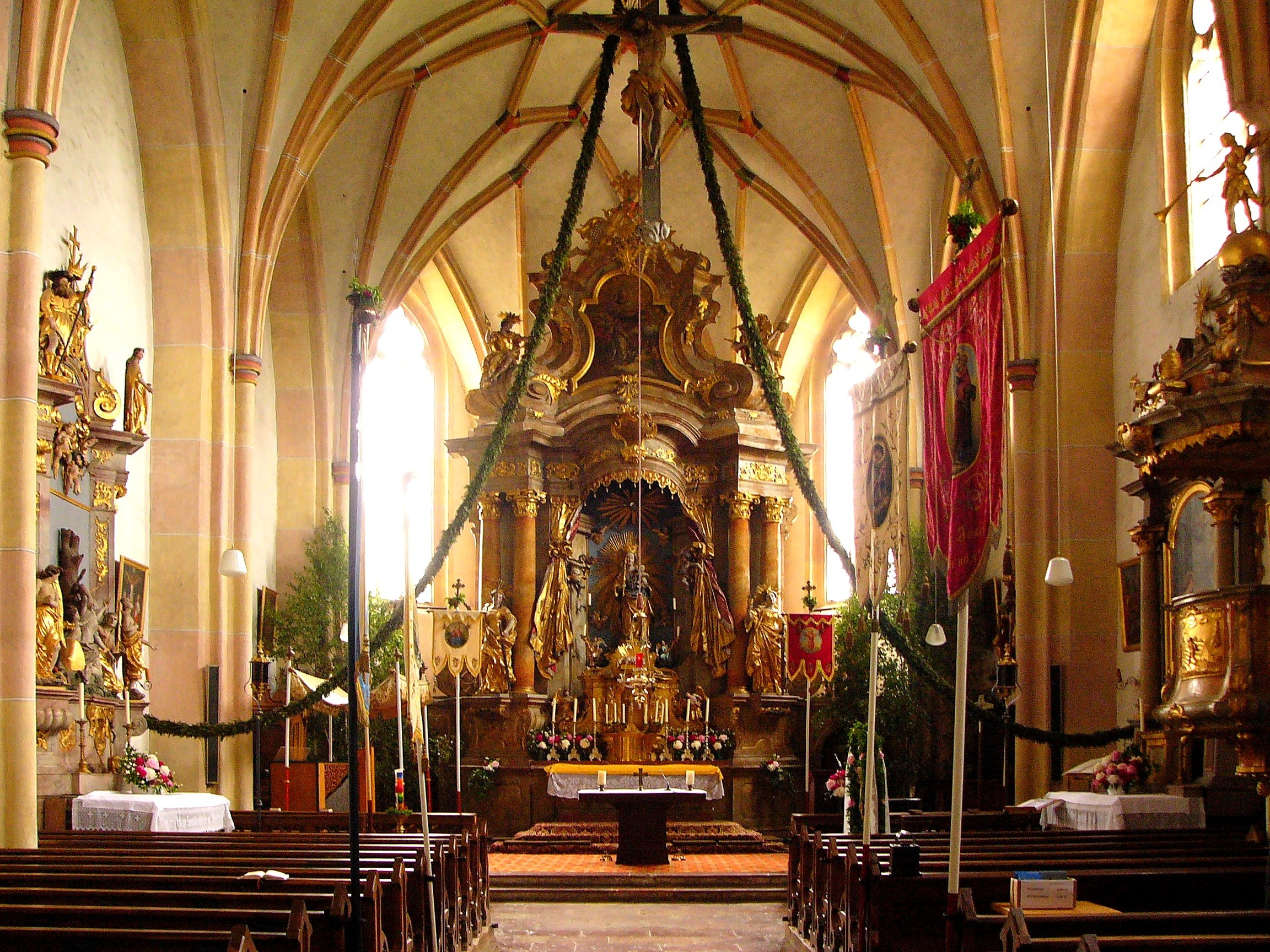
Das Langhaus zum Chor (2012)

Die Pfarrkirche Mariä Himmelfahrt ist eine römisch-katholische Kirche im Ort Asten in der Stadtgemeinde Tittmoning im oberbayerischen Landkreis Traunstein.

## Geschichte
Als Architekt wurde der Baumeister Michael Sallinger beauftragt, ein Schüler des Stephan Krumenauer, welcher den Neubau der Salzburger Franziskanerkirche vollendete. Sallinger war ebenfalls als Sachverständiger am Bau der Frauenkirche in München beteiligt. Im 14. Jahrhundert gab es bereits eine Wallfahrt zur heiligen Maria. Durch den stattlichen Kirchenbau wollte Fürsterzbischof Sigismund I. von Volkersdorf die Wallfahrt fördern. Der achteckige Turmaufbau und die barocke Kuppel entstanden um 1765. Im Inneren steht der bedeutendste Altar des Tittmoninger Barock-Bildhauers Johann Georg Itzlfeldner aus dem Jahre 1747. Den Mittelpunkt des Hochaltars bildet eine spätgotische Madonna.

## Architektur
Mit einem Umbau der Vorgängerkirche erfolgte 1415 die Weihe des neuen Chors und 1461 die Weihe des fertigen Langhauses. Der Turmneubau wurde nach 1466 begonnen. Um 1764 wurde der Turm aufgestockt. Eine Renovierung der Kirche erfolgte innen 1949, und außen 1980.
Die Kirche ist eine der größten gotischen Kirchen im südostbayerischen Raum. Das etwas erhöht stehende Kirchengebäude bildet mit dem Mesnerhaus einen stattlichen Walmdachbau und damit eine das Ortsbild bestimmende Baugruppe. Der einschiffige dreijochige Tuffsteinquaderbau hat einen einjochigen nicht eingezogenen Chor mit Dreiseitschluss. Zwei Sakristeien sind südlich angebaut. Die Kirche wird ringsum mit zweifach abgesetzten Strebepfeilern gehalten. Der in der Achse liegende Westturm ist durch Gurtgesimse, Rundbogen- und Dreipassfriese gegliedert. Das oberste Turmgeschoss ist achteckig und trägt einen Zwiebelhelm mit einer Laterne.
Im Kircheninneren ruht ein Netzgewölbe aus Rauten mit unterschiedlichen Seitenlängen auf Schildbögen und Runddiensten mit profilierten Kapitellen. Im Turm ruht das Gewölbe auf Konsolen. Die gemauerte Westempore in neugotischen Formen wird über seitlich aus dem Kirchenbau heraustretende Wendeltreppen erschlossen.

## Ausstattung

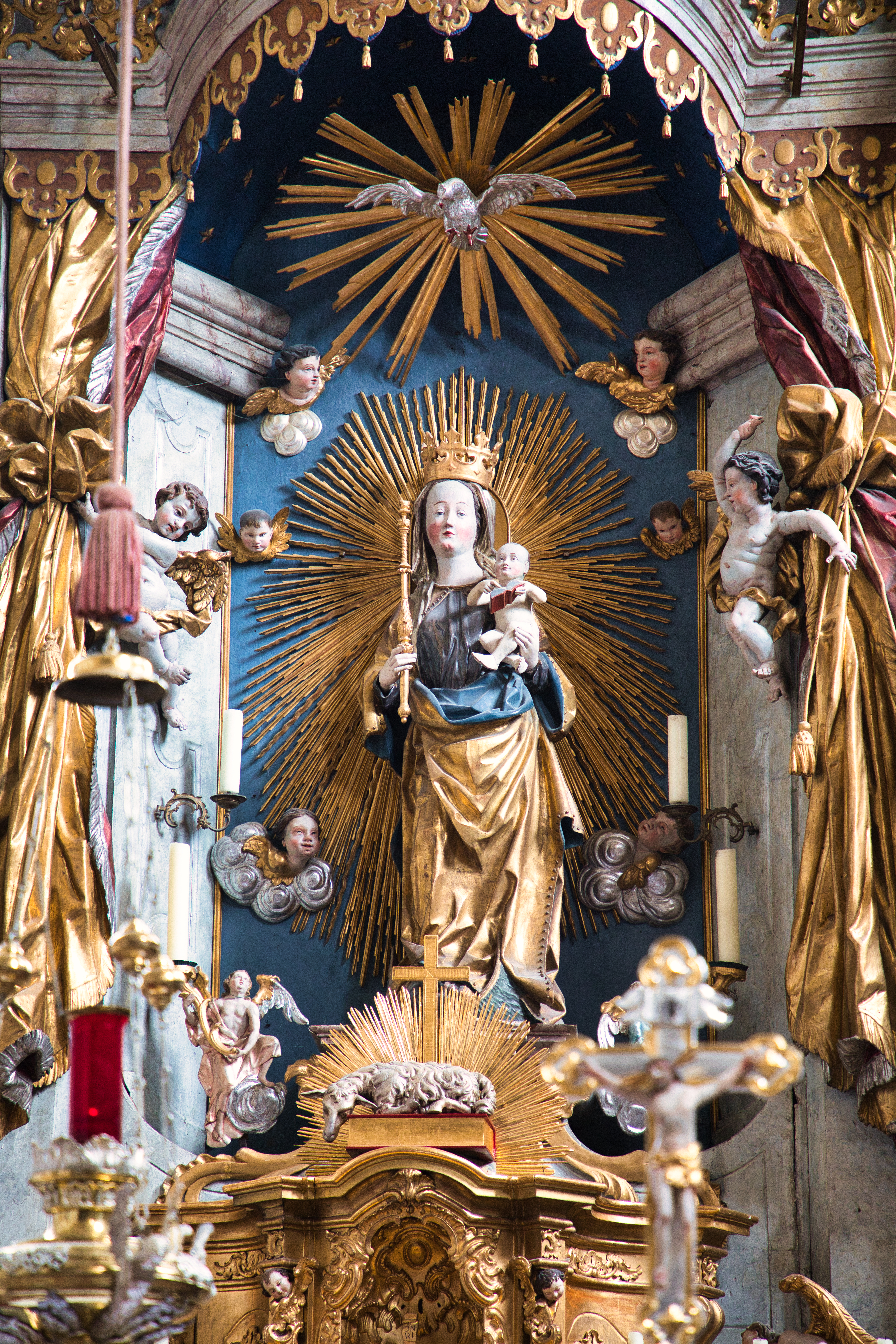
Muttergottes im Altar

Der stattliche Hochaltar mit schräggestellten Doppelsäulen und seitlichen Tordurchgängen entstand 1747 nach einem Entwurf des Bildhauers Johann Georg Itzlfeldner aus Tittmoning. Im Zentrum des Altares steht eine Muttergottes aus dem letzten Viertel des 15. Jahrhunderts. Seitlich davon sind Schnitzarbeiten von Itzlfeldner, innen die Figuren hl. Katharina und hl. Barbara und außen hl. Magdalena und hl. Apollonia. Im Chor zeigt ein ehemaliges Altarblatt den hl. Achatius, gemalt vom Maler Tobias Schinnagl (1662). Der nördliche Seitenaltar von Joseph Huber trägt eine geschnitzte Sebastiansgruppe von Itzlfeldner. Der südliche Seitenaltar aus der 2. Hälfte des 17. Jahrhunderts zeigt ein Ölbild Anna selbdritt vermutlich von Schinnagl. Am Südportal und an der Sakristeitüre sind Beschläge mit Lilienenden aus dem 15. Jahrhundert. Im Diözesanmuseum Freising befindet sich die Madonna von Asten, eine vorzüglich geschnitzte Holzfigur der Thronenden Muttergottes um 1340.